# Framebuffer
Framebuffer (memória de imagem, memória de vídeo ou de tela) é uma memória especial capaz de armazenar e transferir para a tela os dados de um quadro de imagem completo.
A informação gerada pelo framebuffer tipicamente consiste em valores cromáticos para cada pixel no monitor. Tais valores podem ser armazenados nos formatos 1-bit monocromático, 4-bits e 8-bits da paleta, 16-bits highcolor e 24-bits truecolor. Um canal "alpha" adicional pode ser eventualmente incorporado para descrever valores de transparência do pixel.
Os framebuffers diferem das apresentações gráficas vetoriais primordiais da computação gráfica. Numa apresentação vetorial, apenas os dois pontos de uma linha precisavam ser descritos para que esta fosse desenhada numa tela. No framebuffer, os valores cromáticos de cada pixel devem ser representados numa matriz para que sejam transferidos do framebuffer e desenhados na tela, sequencialmente num processo de cima para baixo e da esquerda para a direita. A quantidade de memória requerida no processo aumenta de acordo com a resolução requerida pelo sinal de saída, ou seja pelo tamanho da matriz, e pela profundidade de cor da paleta usada. 
O acesso ao dispositivo gráfico é mais lento do que o acesso à memória. Isso ocorre devido à grande quantidade de componentes que atuam para que um pixel seja mostrado na tela: o acesso ao controlador gráfico é feito através de protocolos de hardware e software que são mais complicados do que os necessários para enviar um byte à memória. Assim, existem ocasiões em que a velocidade é um fator importante: rasterização em-linha de elementos gráficos, re-apresentação de partes de uma imagem que havia sido sobreposta, jogos, animações, etc. Há ainda outras situações em que se deseja que a imagem gerada seja armazenada, sem que seja apresentada. Sendo assim, é necessário o desenvolvimento de técnicas de construção de imagens em memória. A técnica chamada frame buffer é composta por uma região da memória que armazenará uma imagem e um grupo de rotinas de acesso a essa imagem.